# Anchirithra
Anchirithra is een geslacht van vlinders van de familie spinners (Lasiocampidae).

## Soorten
- A. insignis Butler, 1878
- A. punctuligera Mabille, 1879
- A. viettei De Lajonquière, 1970